# Robert Anderson (organist)
Robert Theodore Anderson (Chicago, Illinois, 5 oktober 1934 – Honolulu, 29 mei 2009) was een Amerikaans organist, componist en muziekpedagoog

## Levensloop
Robert T. Anderson, kreeg zijn eerste muzikale opleiding aan de American Conservatory of Music in Chicago (piano) en aan de Illinois Wesleyan University in Bloomington, Illinois (Bachelor voor orgel bij Lillian Mecherle McCord). Hij studeerde verder aan de Union Theological Seminary in New York (Master en Doctor in Gewijde Muziek, 1957 en 1961). Met een Fulbrightbeurs trok hij in 1957-1959 naar Frankfurt am Main om er zich te bekwamen bij Helmut Walcha. Hij studeerde ook nog orgel bij Heinrich Fleischer en Frederick Marriott, compositie bij Harold Friedell en Seth Bingham en klavecimbel bij Maria Jager. 
Vanaf 1960 werd hij docent orgel en kerkmuziek aan de Southern Methodist University, Dallas, Texas en werd hij organist van de University Chapel en de Perkins School of Theology, afhangende van Southern Methodist University. Hij bleef dit tot in 1997. Hij wordt beschouwd als een van de belangrijkste orgelleraars van zijn tijd. Hij vormde meer dan honderd organisten, onder wie George C. Baker, Carole Terry, Donald Krehbiel, Mary Preston en Wolfgang Rubsam. 
Hij trad vaak op als consultant voor orgelbouwers en was betrokken bij de bouw van orgels in enkele van de grote concertzalen in de Verenigde Staten: het C. B. Fisk orgel in het Meyerson Symphony Center (Opus 100, 1992) en in het SMU Caruth Auditorium (Opus 101, 1993), allebei in Dallas. Hij lag ook aan de basis van het internationaal orgelconcours in Dallas.
Anderson was een actieve concertant, zowel in de Verenigde Staten als in Europa. In 1982 maakte hij deel uit van de jury voor de internationale orgelwedstrijd in Brugge, in het kader van het Festival Oude Muziek. 
In zijn laatste levensjaren werd hij getroffen door de ziekte van Parkinson en vanaf 2001 nam de ongehuwde Anderson zijn intrek bij zijn broer in Honolulu.

## Componist
Anderson heeft talrijke muziekstukken geschreven, meestal voor orgel, waaronder een Triptych (1958), en ook een Cantate, "Garden of Gethsemane", op een tekst van Boris Pasternak.

## Discografie
- Works of Grigny (Pange lingua),
- Tournemire (Paraphrase-Carillon),
- Zwillich (Praeludium),
- Buxtehude (Praeludium in A Major, BuxWV 151),
- Bach (Trio Sonata VI in G Major, BWV 530) a
- Reger (Chorale Fantasia on "Wachet auf, ruft uns die Stimme", op. 52, No. 2).
- Grigny, Tournemire, Zwillich, 1994